# Alice Childress
Alice Childress (* 12. Oktober 1920 in Charleston (South Carolina); † 14. August 1994 in New York City) war eine US-amerikanische Dramatikerin, Schauspielerin und Schriftstellerin.
Childress wuchs in Harlem bei ihrer Großmutter auf. Als Kind verbrachte sie viel Zeit in der Bibliothek, wo sie meist zwei Bücher am Tag las. Nach dem Tod ihrer Mutter und ihrer Großmutter musste sie die Schule verlassen und arbeitete u. a. als Retuscheurin und Versicherungsvertreterin. Ab 1943 arbeitete sie, ohne eine formelle Ausbildung absolviert zu haben, am Harlemer American Negro Theatre als Schauspielerin, Regisseurin und Autorin. Mit Sidney Poitier wettete sie, dass sie über Nacht ein gutes Drama schreiben könne; so entstand ihr Erstling Florence. Für ihr Stück Trouble in Mind (1955) erhielt sie einen Obie Award. Am 17. Juli 1957 heiratete sie den Musiker und Musiklehrer Nathan Woodard. Sie hatte eine Tochter aus einer vorangegangenen Ehe.
Herausragende Themen in ihrem Werk sind offener und verdeckter Rassismus und Sexismus sowie das Leben armer Leute. Dabei porträtiert sie Stereotypisierungen und Verlogenheiten. Sie wandte sich auch an Kinder und Jugendliche, so etwa mit dem Roman Rainbow Jordan und dem Drama When the Rattlesnake Sounds. Dabei setzt sie oft Musik ein. Alice Childress griff auch gesellschaftspolitische, romantische, biographische, historische, mythologische und feministische Themen auf. In Essays setzte sie sich mit der humanistischen und politischen Funktion eines selbstbestimmten Theaters auseinander.
Sie wurde in die Anthologie Daughters of Africa aufgenommen, die 1992 von Margaret Busby in London und New York herausgegeben wurde.

## Werke
- Sie gehört ganz zur Familie (Like One of the Family: Conversations from a Domestic's Life, 1956; Sammlung einer Serie von Erzählungen, die zuerst in Freedom und  im Baltimore Afro-American erschien)

Romane
- Ein Held ist auch bloss'n Würstchen (A Hero Ain't Nothin' but a Sandwich 1973; verfilmt 1978 von Ralph Nelson)
- A Short Walk (1979)
- Many Closets (1987)
- Rainbow Jordan  (1981)
- Those Other People (1989)

Dramen
- Florence (1949)
- Just a Little Simple (1950, nach Langston Hughes’ Simple Speaks His Mind)
- Gold Through the Trees (1952)
- Trouble in Mind (1955)
- A Man Bearing A Pitcher (1955)
- Wedding Band (1966)
- The World on a Hill (1968)
- String (1969)
- Wine in the Wilderness (1969)
- Mojo (1969)
- The Freedom Drum (auch: Young Martin Luther King, 1969)
- African Garden (1971)
- When the Rattlesnake Sounds (1975)
- Let's Hear It for the Queen (1976)
- Sea Island Song (1977)
- Gullah (1984, auf Sea Island Song basierend)
- Moms (1987; Stück über Jackie Mabley)
- Vashti's Magic Mirror